# The Last Castle
The Last Castle är en amerikansk långfilm från 2001 med Robert Redford i huvudrollen.

## Handling
Filmen utspelar sig i ett militärfängelse i Kansas där fängelsedirektören (James Gandolfini) styr fängelset med penalistiska metoder.
När generallöjtnant Irwin (Redford) anländer som fånge, märker han fort att saker inte står rätt till och går från en tyst intagen till att och leda de andra fångarna i en revolt mot fängelset i en kupp för att störta direktören.